# Torshälla

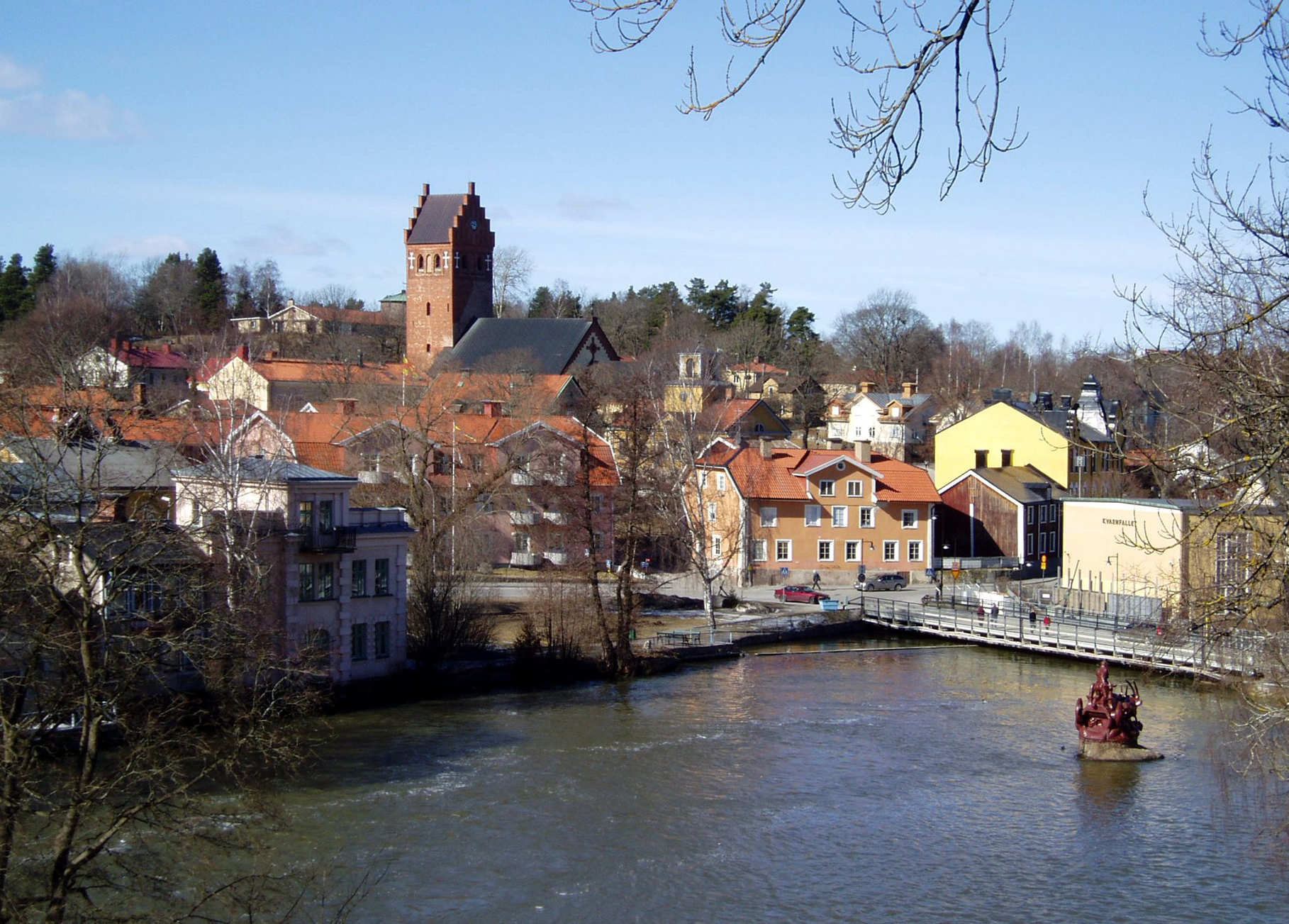
Aussicht über die Altstadt am Torshällaån

Torshälla ['tɔʂhɛla], deutsch veraltet Torsil, ist eine Ortschaft (tätort), Titularstadt und seit 1971 Teil der Gemeinde Eskilstuna  in der schwedischen Provinz Södermanlands län und der historischen Provinz Södermanland. Sie liegt in der Gemeinde Eskilstuna, sieben Kilometer nördlich der Stadt Eskilstuna. Torshälla ist eine ursprünglich heidnische Siedlung, erhielt Stadtrechte im Jahr 1317 und war bis zur Gemeindereform 1971 eine eigenständige Stadtgemeinde. Überregional ist Torshälla hauptsächlich für Stahlindustrie und den historischen Stadtkern bekannt.

## Geschichte

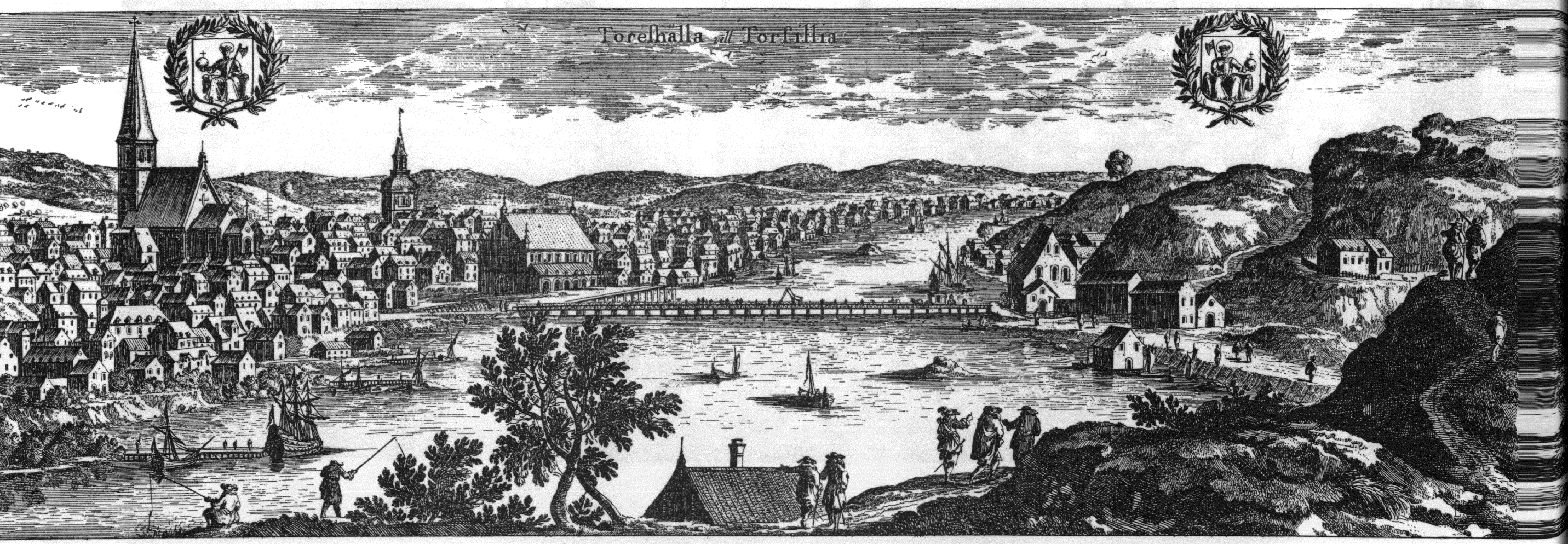
Kupferstich von Erik Dahlberg aus Suecia antiqua et hodierna(entstanden zwischen 1690 und 1710)

Der Ort entstand als heidnische Siedlung noch vor dem 12. Jahrhundert, was bereits daran erkennbar ist, dass Torshälla etwa „Platz für Opfer an den Gott Thor“ bedeutet. Die ältesten Teile der heutigen Ortskirche stammen aus dem 12. Jahrhundert, der Zeit der Christianisierung Schwedens.
Torshälla liegt an den ersten Stromschnellen aufwärts der Mündung des Flusses Eskilstunaån (in Torshälla Torshällaån genannt) in den See Mälaren und war lange Zeit ein strategisch wichtiger Platz für den Handel zwischen den Seen Mälaren und Hjälmaren.  Es gab hier eine große Handelsflotte, die für die Versorgung der anderen Städte im Tal des Mälaren von Bedeutung war. Bis 1660 war der Ort, der am 24. Februar 1317 von König Birger I. die Stadtrechte erhielt, im Besitz des Handelsplatzes (Eskils-)Tuna. Nach einem großen Brand im Jahr 1798, der den Hauptteil der Altstadt verwüstete, und dem Bau eines Kanals, der den alten Hafen umging, wurde Torshälla von Eskilstuna überholt.
1829 wurde das Eisenwerk Nyby Bruk auf dem Gelände des Gutshofs Nyby am westlichen Stadtrand Torshällas von dem Silberschmied und Industriellen Adolf Zethelius gegründet.  Die Industriesiedlung Nyby Bruk entstand neben dem Eisenwerk. 1895 wurde die Eisenbahnstrecke Norra Södermanlands Järnväg durch Nyby Bruk gebaut.
Durch die Gemeindereform 1971 wurde Torshälla Teil (kommundel) der Gemeinde Eskilstuna, mit eigenem Ausschuss in der Gemeindevertretung. In den 1970er und 1980er Jahren führte die neue Situation dazu, dass sich fast alle Handelshäuser in Eskilstuna etablierten. Die Wiedereinrichtung einer selbständigen Gemeinde Torshälla wurde in einer Volksabstimmung 2006 deutlich abgelehnt.

## Wirtschaft und Infrastruktur
Das größte Unternehmen und der größte Arbeitgeber der Stadt ist Outokumpu, das kaltverformte rostfreie Stahlprodukte bei Nyby Bruk erzeugt.  Viele Einwohner arbeiten in Eskilstuna oder in Stockholm, und der Trend seit Jahrzehnten geht in die Richtung, dass Torshälla in zunehmendem Maß eine Schlafstadt wird.

### Verkehr
Die Bahnstrecke nach Eskilstuna, in den 1890er Jahren als Teil der Norra Södermanlands Järnväg (Södertälje – Mälarbaden) gebaut, wird seit 1933 nur für Güterverkehr des Nyby Bruk Stahlwerks genutzt. Die Strecke nördlich von Torshälla nach Mälarbaden ist seitdem stillgelegt und abgebaut.
Der Stadtkern liegt 4 km nördlich der Fernverkehrsstraße E20.

## Kultur und Sehenswürdigkeiten

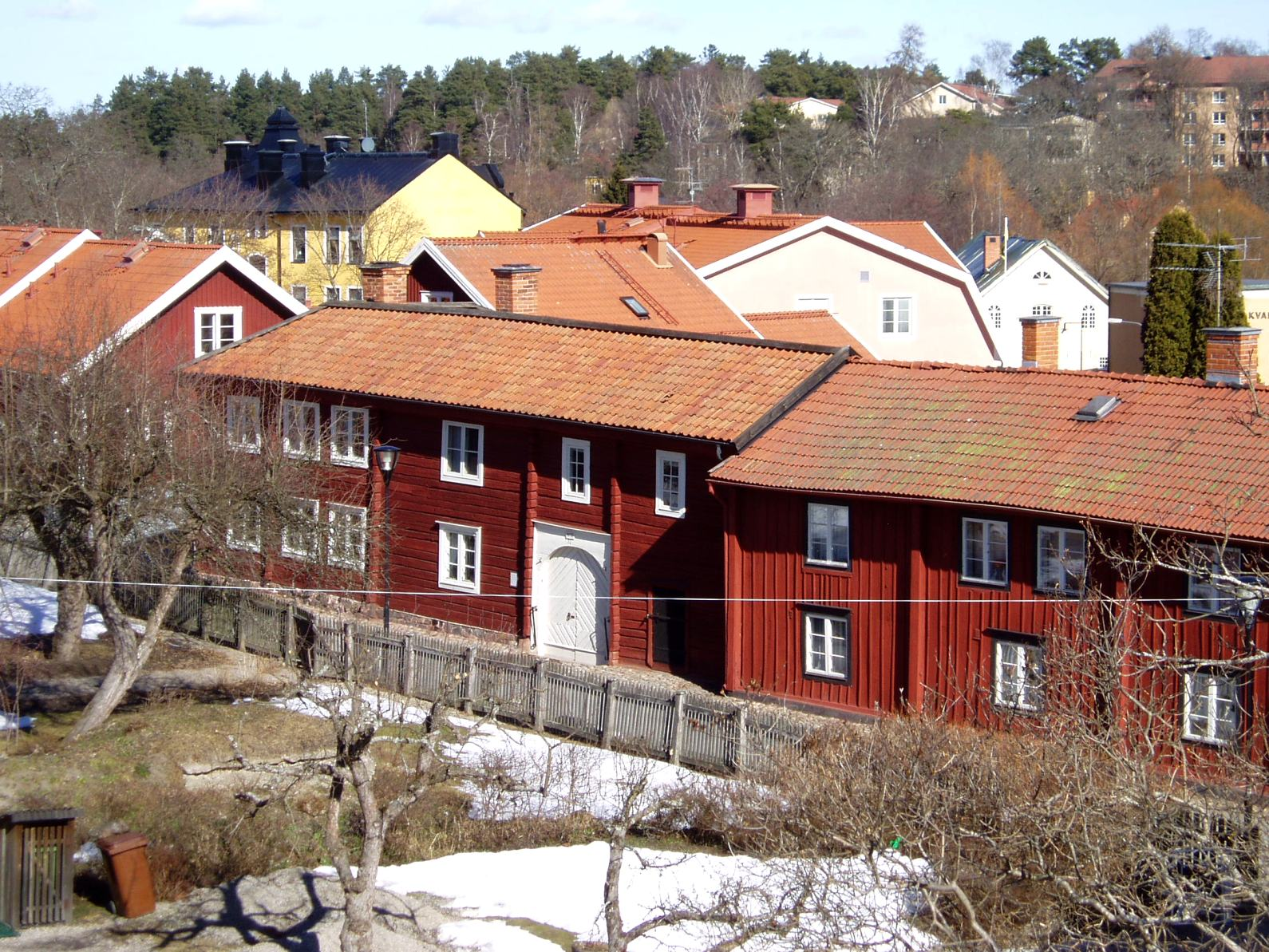
Der Bergström'sche Hof in der Altstadt

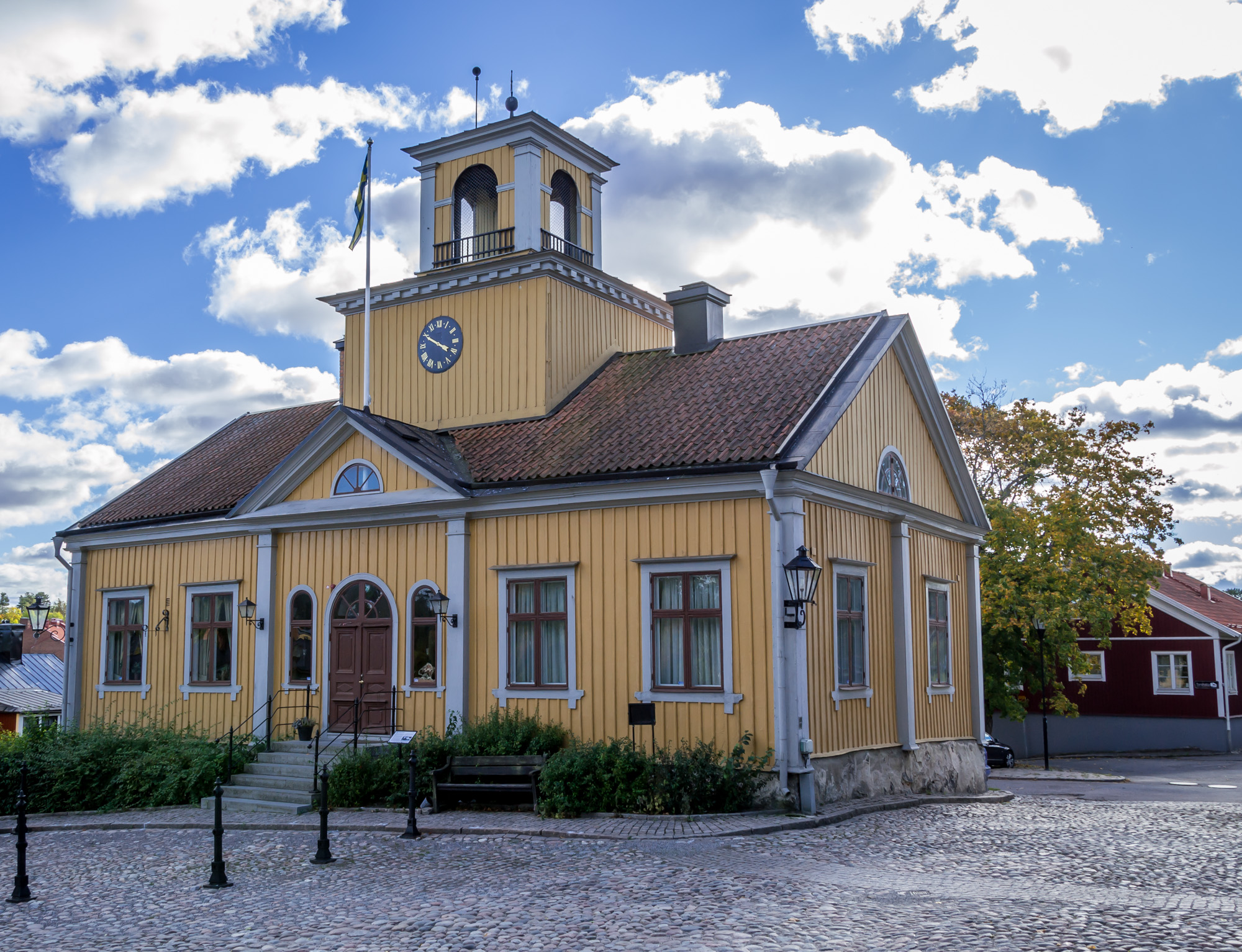
Altes Rathaus, 1833 im Biedermeierstil gebaut

- Bergströmska gården, (Bergström’scher Hof), Heimatmuseum und Bürgerhof aus dem 18. Jahrhundert.
- Ebelingmuseet, ein Kunstmuseum mit einer Dauerausstellung von Werken des schwedisch-amerikanischen Künstlers und Keramikers Allan Ebeling.
- Nyby Bruk, eine frühindustrielle Industriesiedlung aus dem 19. Jahrhundert. Zu der Siedlung gehört der Gutshof Nyby mit Parkanlage.
- Torshälla Kirche.   Die Deckenmalereien wurden wahrscheinlich im 15. Jahrhundert von dem deutsch-schwedischen Kirchenmaler Albertus Pictor ausgemalt, und zeigen die älteste mittelalterliche Abbildung von Brillen Schwedens.
- Torshälla Rathaus, gebaut in 1833.  Die Turmuhr vom Rathaus wurde in 1580 aus dem Dom zu Strängnäs entfernt und in Torshälla Kirche eingebaut.

## Persönlichkeiten
- Robin Andersson (* 1988), Handballspieler
- Joakim Berg (* 1970), Komponist, Texter und Sänger der Rockband Kent
- Kjell Bergqvist (* 1953), Schauspieler.
- Åsa Brandt, Glaskünstlerin.
- Holger Burckhart (* 1956), deutscher Philosoph und Rektor der Universität Siegen
- Allan Ebeling (1897–1975), schwedisch-amerikanischer Künstler und Keramiker.
- Ulf Kristersson (* 1963 in Lund), Politiker und Parteivorsitzender der Moderata Samlingspartiet, ist in Torshälla aufgewachsen.
- Anni-Frid Lyngstad Prinzessin Reuß von Plauen (* 1945), Mitglied der schwedischen Popgruppe ABBA, ist in Torshälla aufgewachsen.
- Markus Mustonen, Mitglied der Rockband Kent.
- Anna Nordqvist, Golfspielerin für Torshälla GK.
- Raimo Raag (* 1953), Sprachwissenschaftler
- Yvonne Ryding (* 1962), Miss Universe 1984.
- Sami Sirviö, Mitglied der Rockband Kent.
- Sulo Vaattovaara (* 1962), Fußballspieler und Trainer.